# Breakthrough Prize in Life Sciences

Le Breakthrough Prize in Life Sciences ou BPLS, parfois traduit en « prix des avancées capitales dans les sciences de la vie », est un prix de médecine remis depuis 2013. Il récompense des chercheurs dont les travaux ont permis d'accroître l'espérance de vie humaine. À l'instar du Breakthrough Prize, il a été fondé par Mark Zuckerberg et Priscilla Chan de la société Facebook, Sergey Brin fondateur de Google, et Iouri Milner et Anne Wojcicki fondateurs de 23andMe.
La première année, onze lauréats furent récompensés mais à partir de l'année 2014, le prix n'est attribué qu'à six lauréats, recevant chacun 3 millions de dollars américains (ce qui en fait le prix scientifique le mieux doté avec le prix de physique fondamentale, devant le prix Nobel).

## Lauréats de 2013
Onze lauréats ont été primés en 2013, chacun recevant un prix de 3 millions de dollars.
- Cornelia Bargmann (université Rockefeller) pour la génétique des circuits neuronaux et de leurs comportements ainsi que l'étude des protéines synaptiques.
- David Botstein (université de Princeton), pour les analyses de liaisons génétiques des maladies mendéliennes humaines en utilisant les polymorphismes de l'ADN.
- Lewis Cantley (en) (Harvard Medical School, Weil Corner Medical College)[3], pour sa découverte de la PI-3 kinase et de son rôle dans le cancer.
- Hans Clevers (en) (Institut Hubrecht (nl)), pour la description du rôle de la voie de signalisation WNT dans les cellules souches et le cancer.
- Titia de Lange (université Rockefeller)[4], pour sa recherche sur les télomères et leur rôle dans la protection des chromosomes ainsi que leur implication dans certains cancers.
- Napoleone Ferrara (université de Californie à San Diego), pour la découverte des mécanismes de l'angiogenèse qui a mené à des thérapies contre certains cancers et maladies de l'œil.
- Eric Lander (MIT), pour la découverte de principes généraux applicables à l'identification de gènes impliqués dans des maladies et leurs applications à la médecine.
- Charles Sawyers (Howard Hughes Medical Institute, Memorial Sloan-Kettering Cancer Center)[5], pour l'identification de gènes impliqués dans le cancer.
- Robert Weinberg (MIT), pour la caractérisation de gènes du cancer.
- Shinya Yamanaka (université de Kyoto, J. David Gladstone Institutes, université de Californie à San Francisco), pour la génération des cellules iPS.
- Bert Vogelstein (Howard Hughes Medical Institute, université Johns-Hopkins), pour la génomique du cancer et des gènes suppresseurs de tumeurs.

## Lauréats de 2014
- James Allison (Centre de recherche sur le cancer M.D. Anderson), pour la découverte du blocage des checkpoints des lymphocytes T comme traitement contre le cancer[6].
- Mahlon DeLong (université Emory), pour la description des circuits neuronaux défectueux dans la maladie de Parkinson.
- Michael N. Hall (université de Bâle), pour la découverte de la protéine Target of Rapamycin (TOR) et son rôle dans la régulation de la croissance cellulaire.
- Robert Langer (Massachusetts Institute of Technology), pour le développement de nouveaux systèmes d'administration de médicaments et de nouveaux biomatériaux.
- Richard P. Lifton (université Yale), pour la découverte de gènes à l'origine de l'hypertension.
- Alexander Varshavsky (Institut de technologie de Californie), pour la découverte des acteurs impliquées dans la dégradation protéique et la fonction biologique de ce processus[7].

## Lauréats de 2015
- Alim-Louis Benabid (université Joseph-Fourier), pour le développement de la technique de stimulation cérébrale profonde qui a révolutionné le traitement de la maladie de Parkinson[8].
- Charles David Allis (université Rockefeller), pour la découverte des modifications covalentes des histones et leurs rôles essentiels dans la régulation de l'expression des gènes et de l'organisation de la chromatine.
- Victor Ambros (université du Massachusetts) et Gary Ruvkun (Harvard Medical School), pour la découverte de la régulation génique médiée par les micro-ARNs, une classe de petits ARNs qui inhibent la traduction ou déstabilisent leurs ARN messagers complémentaires.
- Jennifer Doudna (université de Californie à Berkeley) et Emmanuelle Charpentier (université d'Umeå), pour avoir transformé un mécanisme d'immunité bactérienne en un outil de génie génétique, la technologie des CRISPR/CAs9.

## Lauréats de 2016
- Edward S. Boyden, (Massachusetts Institute of Technology) et Karl Deisseroth, (université Stanford et Howard Hughes Medical Institute), pour le développement et la mise en œuvre de l'optogénétique qui permet de rendre des neurones sensibles à la lumière en combinant le génie génétique et l’optique[9].
- John Hardy (University College de Londres), pour la découverte des mutations de la protéine précurseur de l'amyloïde qui permet d'explorer de nouveaux traitements de la maladie d'Alzheimer.
- Helen Hobbs, (École médicale du Sud-Ouest de l'université du Texas et Howard Hughes Medical Institute) pour la découverte de variantes génétiques qui modifient les niveaux et la distribution du cholesterol et autres lipides dans le corps humain. Cela a inspiré de nouvelles approches dans la prévention des maladies cardiovasculaires et des maladies du foie.
- Svante Pääbo, (Institut Max-Planck d'anthropologie évolutionniste), pour ses travaux de séquençages ADN et notamment le Neanderthal genome project, un projet visant à séquencer le génome de l'homme de Néandertal. Ce projet a mis en évidence une contribution génétique de la lignée néandertalienne dans le génome de l'homme moderne non africain allant de 1 à 4 pour cent. Cet apport génétique se serait produit il y a 50 000 à 100 000 ans au Proche-Orient, avant que Homo sapiens ne se répande depuis l'Afrique vers l'Europe et l'Asie.

## Lauréats de 2017
- Stephen Elledge, Brigham and Women's Hospital (en), Harvard Medical School et Howard Hughes Medical Institute
- Harry Noller, Université de Californie à Santa Cruz
- Roel Nusse, Université Stanford et Howard Hughes Medical Institute
- Yoshinori Ohsumi, Université de technologie de Tokyo
- Huda Zoghbi, Baylor College of Medicine, Texas Children’s Hospital (en) et Howard Hughes Medical Institute

## Lauréats de 2018
- Joanne Chory, Salk Institute for Biological Studies et Howard Hughes Medical Institute
- Peter Walter, Université de Californie à San Francisco et Howard Hughes Medical Institute
- Kazutoshi Mori (en), Université de Kyoto
- Kim Nasmyth, Université d'Oxford
- Don Cleveland (en), Université de Californie à San Diego

## Lauréats de 2019
- C. Frank Bennett, Ionis Pharmaceuticals (en)
- Adrian R. Krainer (en), Cold Spring Harbor Laboratory
- Angelika Amon, Massachusetts Institute of Technology et Howard Hughes Medical Institute
- Xiaowei Zhuang, Massachusetts Institute of Technology et Howard Hughes Medical Institute
- Zhijian James Chen (en), École médicale du Sud-Ouest de l'université du Texas et Howard Hughes Medical Institute

## Lauréats de 2020
- Jeffrey M. Friedman, Université Rockefeller et Howard Hughes Medical Institute
- Franz-Ulrich Hartl, Institut Max-Planck de biochimie
- Arthur Horwich, école de médecine de l'Université de Yale et Howard Hughes Medical Institute
- David Julius, Université de Californie à San Francisco
- Virginia Man-Yee Lee, Université de Pennsylvanie

## Lauréats de 2021
- David Baker, Université de Washington et Howard Hughes Medical Institute
- Catherine Dulac, Université Harvard et Howard Hughes Medical Institute
- Dennis Lo, Université chinoise de Hong Kong
- Richard J. Youle (en), National Institutes of Health

## Lauréats de 2022
- Jeffery Kelly, Institut de recherche Scripps
- Katalin Karikó (Université de Pennsylvanie et BioNTech) et Drew Weissman (Université de Pennsylvanie)
- Shankar Balasubramanian (Université de Cambridge), David Klenerman (Université de Cambridge) et Pascal Mayer (Alphanosos)

## Lauréats de 2023
- Clifford Brangwynne (en), Université de Princeton, Howard Hughes Medical Institute et Laboratoire de biologie marine (Woods Hole)
- Anthony A. Hyman (en), Institut Max-Planck de biologie cellulaire moléculaire et de génétique
- Demis Hassabis, DeepMind
- John Jumper, DeepMind
- Emmanuel Mignot, École de médecine de l'université Stanford
- Masashi Yanagisawa (en), Université de Tsukuba[10]

## Lauréats de 2024
- Carl H. June, Université de Pennsylvanie
- Michel Sadelain, Memorial Sloan-Kettering Cancer Center
- Sabine Hadida (en), Vertex Pharmaceuticals
- Paul Negulescu, Vertex Pharmaceuticals
- Fredrick Van Goor (de), Vertex Pharmaceuticals
- Thomas Gasser (de), Hertie Institute for Clinical Brain Research (d), Université Eberhard Karl de Tübingen et German Center for Neurodegenerative Diseases (en)
- Ellen Sidransky (en), National Human Genome Research Institute et National Institutes of Health
- Andrew Singleton (en), National Institute on Aging (en) et National Institutes of Health[11]

## Lauréats de 2025
- Daniel J. Drucker, Lunenfeld-Tanenbaum Research Institute (en), Sinai Health System (en) et Université de Torronto
- Joel Habener, Massachusetts General Hospital et Université Harvard
- Jens Juul Holst, Novo Nordisk Foundation Center for Basic Metabolic Research, Université de Copenhague
- Lotte Bjerre Knudsen (en), Novo Nordisk
- Svetlana Mojsov, Université Rockefeller
- Alberto Ascherio (en), Université Harvard
- Stephen L. Hauser (en), Université de Californie à San Francisco
- David R. Liu (en), Merkin Institute for Transformative Technologies in Healthcare at the Broad Institute of MIT, Université Harvard et Howard Hughes Medical Institute